# Antoni Maria Sbert i Massanet
Antoni Maria Sbert i Massanet (Palma, 29 de setembre de 1901 – Ciutat de Mèxic, 29 de gener de 1980) fou un polític francmaçó mallorquí establert a Catalunya.

## Biografia
El 1918 es traslladà a Madrid per a estudiar, participà en els programes de reforma educativa i esdevingué líder estudiantil. Durant la Dictadura de Miguel Primo de Rivera participà en l'oposició al dictador, raó per la qual el 1925 fou expulsat de l'Escola d'Enginyers Agrònoms de Madrid i confinat a Conca. El 1927 creà la Federació Universitària Escolar de Madrid (FUE), de la qual fou president el 1928, i el 1929 del Comitè Pro Unió Federal d'Estudiants Hispans. El març del 1929 fou detingut i expulsat de la Universitat, cosa que provocà greus aldarulls i la seva confinació a Mallorca. Per aquest motiu es va guanyar l'apel·latiu de l'etern estudiant.
En proclamar-se la Segona República Espanyola s'havia traslladat a Barcelona, on esdevingué membre fundador d'Esquerra Republicana de Catalunya, formació amb la qual fou elegit diputat a les eleccions generals espanyoles de 1931. Allí fou vicepresident de la Comissió d'Instrucció Pública i Belles Arts i intervingué en la discussió de l'estatut projectat per a les Illes Balears, de caràcter pancatalanista. El 1932 representà ERC en la Federación de Izquierdas Republicanas Parlamentarias, creada per Manuel Azaña.
El 1933 fou nomenat vocal del Tribunal de Garanties Constitucionals, on defensà la constitucionalitat de la Llei de Contractes de Conreu, i el 1935 va votar en contra de la condemna del president Lluís Companys pels fets del sis d'octubre. Fou també director de l'Institut d'Acció Universitària i Escolar de Catalunya.
El juny del 1936 signà la resposta als catalans que els intel·lectuals mallorquins adreçaren després del Missatge als mallorquins, i al novembre del 1936 signà el manifest dels intel·lectuals catalans a favor de la República. Fou un dels que va promoure l'expedició de Bayo el 16 d'agost del 1936 a Mallorca, i fou Conseller de Cultura en substitució de Ventura Gassol (desembre del 1936-abril del 1937) i de Governació i Assistència Social (juny del 1937) de la Generalitat de Catalunya.
En acabar la Guerra civil espanyola marxà a Perpinyà. El 1939 creà la Fundació Ramon Llull a París i la Residència d'Intel·lectuals Catalans a Montpeller, però la invasió nazi l'obligà a traslladar-se a Mèxic en el vaixell Nyassa el 1942. Abans del seu exili, aprofità la seva afiliació maçònica per aconseguir treure els seus companys dels camps de concentració. Des de Mèxic va donar suport a la Junta d'Alliberament Espanyola, treballà al Banc de la Propietat i fou professor a la Facultat de Ciències Polítiques de la UNAM. També fou un dels impulsors de la Revista de Catalunya i representà la Generalitat de Catalunya a l'exili, fent costat sempre a Josep Tarradellas.
El 1933 s'havia casat amb Josefa Callao Mínguez, arxivera i bibliotecària que contribuí a la creació del Servei de Biblioteques del Front, de la Generalitat de Catalunya. Van tenir dos fills.

## Fons personal
El seu fons personal es conserva a l'Arxiu Nacional de Catalunya. El fons conté la documentació generada i rebuda per Antoni Maria Sbert; hi destaca, especialment, la documentació produïda amb relació a la seva activitat associativa Federació d'Universitaris Espanyols de Mèxic (FUE), i la documentació produïda en funció de la seva activitat política relacionada amb la Segona República, amb la Generalitat de Catalunya i amb l'exili. El fons també reuneix un petit volum d'obra original d'Antoni Maria Sbert de caràcter cultural.